# Obština Pomorie
Obština Pomorie (bulharsky Община Поморие) je bulharská jednotka územní samosprávy v Burgaské oblasti. Leží ve východním Bulharsku na pobřeží Černého moře. Sídlem obštiny je město Pomorie, kromě něj zahrnuje obština 2 města a 14 vesnic. Žije zde přes 25 tisíc stálých obyvatel.

## Sídla
| - Acheloj - Alexandrovo - Bata - Belodol - Dăbnik - Gaberovo | - Gălăbec - Gorica - Kableškovo - Kamenar - Kosovec - Kozičino | - Lăka - Medovo - Pomorie (sídlo správy) - Poroj - Stracin |

## Sousední obštiny
| Růžice kompasu | Ruen   | Dolni Čiflik    |         | Růžice kompasu |
| Růžice kompasu | Ajtos  | Sever           | Nesebăr | Růžice kompasu |
| Růžice kompasu | Ajtos  | Obština Pomorie | Nesebăr | Růžice kompasu |
| Růžice kompasu | Ajtos  | Jih             | Nesebăr | Růžice kompasu |
| Růžice kompasu | Burgas |                 |         | Růžice kompasu |

## Obyvatelstvo
V obštině žije 25 118 stálých obyvatel a včetně přechodně hlášených obyvatel 28 732. Podle sčítáni 1. února 2011 bylo národnostní složení následující:
- Bulhaři: 17 992 (73.4 %)
- Turci: 4 947 (20.2 %)
- Romové: 1 307 (5.3 %)
- ostatní: 277 (1.1 %)